# Nabucco
Nabucco (titlul original: în italiană Nabucco, prescurtare pentru Nabucodonosor) este o operă în limba italiană în patru acte compusă în 1841 de Giuseppe Verdi într-un libret italian de Temistocle Solera. Libretul se bazează pe cărțile biblice din 2 Regi, Ieremia, Plângeri și Daniel și pe piesa de teatru din 1836 a lui Auguste Anicet-Bourgeois și Francis Cornu. Cu toate acestea, adaptarea baletului Antonio Cortese a piesei (cu simplificările sale necesare), dată la La Scala în 1836, a fost o sursă mai importantă pentru Solera decât a fost piesa în sine. Sub numele său original de Nabucodonosor, opera a fost interpretată pentru prima dată la Scala din Milano la 9 martie 1842.
Durata operei: 2,5 ore
Nabucco este opera despre care se consideră că a stabilit permanent reputația lui Verdi ca compozitor. El a comentat că "aceasta este opera cu care începe cu adevărat cariera mea artistică. Și, deși am avut multe dificultăți de luptat, este sigur că Nabucco s-a născut sub o stea norocoasă".
Opera urmărește situația evreilor, pe măsură ce sunt asaltați, cuceriți și ulterior exilați din patria lor de către regele babilonian Nabucco (Nebucadnețar al II-lea). Evenimentele istorice sunt folosite ca fundal pentru un complot romantic și politic. Cel mai cunoscut număr din operă este „Corul sclavilor evrei”,
Nabucco este prescurtarea numelui împăratului chaldeean al Babilonului Nabucodonosor al doilea (în original: Nebucadnețar), care a trăit și domnit în jurul anului 600 î.Hr. 
Cele două teme principale ale acțiunii sunt dorința de libertate a poporului evreu din timpul robiei lor din Babilon, precum și aroganța și nebunia personajului principal Nabucco, care-l duce până la autoproclamarea sa drept Dumnezeu unic și la pedepsirea cu pierderea minților. Spre sfârșitul operei el însă își revine, adoptă credința în Iehova (sau Iahve), Dumnezeul evreilor, și îi eliberează pe evrei din robie.

## Personajele principale
- Nabucco, regele Babilonului (bariton)
- Abigaille, presupusa primă fiică a lui Nabucco (soprană)
- Fenena, cea de a doua fiică a lui Nabucco (mezzo-soprană)
- Ismaele, tânăr ofițer, nepotul lui Zedechia (regele Ierusalimului), îndrăgostit de Fenena (tenor)
- Zaccaria, profet al evreilor (bas)
- Anna, sora lui Zaccaria (soprană)
- Abdallo, paznic babilonian (tenor)
- curtea nobiliară a lui Nabucco, babilonieni, iudei, soldați, servitori, sclavi și sclave [1]

## Acțiunea

### Actul I
Cortina se ridică dezvăluind „Templul lui Solomon” din Ierusalim, în care evreii plâng în urma cuceririi Ierusalimului de către babilonieni. Profetul Zaccaria intră împreună cu Fenena, fiica lui Nabucco, pe care evreii au reușit să o ia ostatică. El o încredințează pe Fenena unui tânăr ofițer evreu, Ismaele. După plecarea lui Zaccaria și a evreilor, aflăm că cei doi tineri se iubesc, și că Ismaele, pe când era prizonier în Babilon, evadase cu ajutorul Fenenei, cu toate că Abigaille, sora acesteia, îl iubea și ea. În momentul în care Ismaele își pune în gând să o elibereze pe Fenena, Abigaille își face impresionant intrarea în templu, în fruntea unei armate de babilonieni. În terțetul ce urmează, Abigaille îi garantează lui Ismaele viața, cerându-i în schimb iubirea. Bineînțeles, el refuză. În acel moment, sosește Nabucco, în sunetele unui marș. Zaccaria îl amenință că o va sacrifica pe Fenena, asupra căreia a și ridicat pumnalul. În finalul de tablou, Nabucco poruncește soldaților să dea foc templului.

### Actul II
Îl regăsim pe profetul Zaccaria cufundat în rugăciune. Dumnezeu l-a inspirat să o convertească pe Fenena la credința iudaică. Între timp e anunțată falsa veste a morții lui Nabucco. Abigaille pretinde coroana de la Fenena, pe care regele, înainte de a pleca, o numise regentă. Întoarcerea neașteptată a lui Nabucco va complica situația. Considerându-se trădat de ai săi și de popor, el îi blestemă pe zei și se autoproclamă singurul „Zeu al Universului”. Ansamblul culminează cu un bubuit de tunet: trăznetul lui Iehova ce face să cadă coroana de pe fruntea lui Nabucco. Acesta înnebunește. "Cerul l-a pedepsit pe semeț" spune Zaccaria. Abigaille ia de jos coroana și și-o pune pe cap: "Splendoarea lui Baal strălucește veșnic" afirmă ea în vreme ce cortina cade. 

### Actul III
Următorul act se desfășoară în vestitele Grădini Suspendate din Babilon. Abigaille e pe tron. Marele Preot al lui Baal prezintă Abigaillei sentința de moarte a evreilor. Intră Nabucco, palid. Urmează un duet, în cursul căruia Abigaille reușește să-l facă pe regele nebun să iscălească sentința. Cum el o cere pe Fenena, fiica lui legitimă, Abigaille îl anunță că, fiind convertită la iudaism, aceasta va muri împreună cu ceilalți evrei. Apoi pune gărzile să-l aresteze pe Nabucco. Evreii își plâng țara cotropită și își exprimă dorința fierbinte de libertate, intonând celebrul cor „Va pensiero“ ("Zburați, gânduri"). Zaccaria sosește și le dă curaj printr-o profeție de victorie: leul lui Iuda va triumfa asupra Babilonului distrus.

### Actul IV
Nabucco își revine în fire. El îl recunoaște pe Iehova drept Dumnezeu, cerându-i promisiunea ca templul Sionului să fie reclădit. Un marș funebru însoțește osânda Fenenei. Profetul Zaccaria e alături de ea. Într-o scurtă rugăciune, fata se încredințează lui Iehova. Nabucco apare atunci cu sabia în mână, înconjurat de oamenii săi de credință. Ordonă soldaților să doboare idolul lui Baal. Un imn de slavă precede intrarea Abigaillei, muribundă. Ea a luat otravă și vine să implore iertarea pentru crimele sale. În încheiere, Zaccaria îl slăvește pe Nabucco, Regele Regilor.

### Corul prizonierilor evrei „Va pensiero” din actul II
Va', pensiero, sull'ali dorate.
Va', ti posa sui clivi, sui coll,
ove olezzano tepide e molli
l'aure dolci del suolo natal!
Del Giordano le rive saluta,
di Sionne le torri atterrate.
O mia Patria, sì bella e perduta!
O membranza sì cara e fatal!
Arpa d'or dei fatidici vati,
perché muta dal salice pendi?
Le memorie del petto riaccendi,
ci favella del tempo che fu!
O simile di Solima ai fati,
traggi un suono di crudo lamento;
o t'ispiri il Signore un concento
che ne infonda al patire virtù
al patire virtù!